# Álvaro Pacheco
Álvaro dos Santos Pacheco ComMM (Jaicós, 26 de novembro de 1933) é um advogado, escritor, jornalista e político brasileiro filiado ao União Brasil (UNIÃO). Pelo Piauí, foi senador na qualidade de primeiro suplente de Hugo Napoleão.

## Dados biográficos
Filho de Benedito Pacheco e Ana dos Santos Pacheco. Mudou-se de Teresina para o Rio de Janeiro logo após concluir o Ensino Médio e na capital fluminense ingressou no serviço público federal em 1951 no antigo Ministério da Educação e Saúde e sete anos depois tornou-se advogado com bacharelado em Direito pela Universidade Federal do Rio de Janeiro. Como oficial da reserva do Exército Brasileiro em Vitória nos anos imediatamente anteriores à sua graduação.
Jornalista, trabalhou em órgãos como O Jornal, Manchete e Jornal do Brasil, de onde saiu para fundar a Editora Artenova sendo o responsável pelo lançamento de escritores como João Ubaldo Ribeiro e pela publicação de obras de Carl Jung, Sigmund Freud, Jean Piaget, dentre outros. Em 1975 fundou a Artenova Filmes e a Ariel Cinematográfica (esta sediada em Roma) com o propósito de produzir e distribuir filmes brasileiros e estrangeiros agindo também como produtor do filme O Caso Cláudia dirigido por Miguel Borges em 1979.
Escritor desde os quinze anos é membro, dentre outras confrarias, da Academia Piauiense de Letras e da União Brasileira de Escritores. Assessor especial da Presidência da República durante o Governo Sarney, filiou-se ao Partido da Frente Liberal (PFL) e foi eleito primeiro suplente do senador Hugo Napoleão em 1986 exercendo o mandato nas ocasiões em que o titular foi ministro da Educação (1987/1989) do presidente José Sarney e ministro das Comunicações (1992/1993) no governo Itamar Franco. Reeleito Hugo Napoleão em 1994, a primeira suplência passou a ser ocupada pelo médico Benício Sampaio.
Em 1993, como senador, Pacheco foi admitido pelo presidente Itamar Franco à Ordem do Mérito Militar no grau de Comendador especial.